# Hrabstwo Chaffee

Piramida wieku hrabstwa

Hrabstwo Chaffee (ang. Chaffee County) – hrabstwo w stanie Kolorado w Stanach Zjednoczonych. Hrabstwo zajmuje powierzchnię 2 628,86 km². Według szacunków United States Census Bureau w roku 2006 liczyło 16 918 mieszkańców. Siedzibą administracyjną hrabstwa jest Salida.

## Miasta
- Buena Vista
- Salida
- Poncha Springs

## CDP
- Garfield
- Johnson Village
- Maysville
- Smeltertown